# 3323 Тургењев
3323 Тургењев (енгл. 3323 Turgenev) је астероид главног астероидног појаса чија средња удаљеност од Сунца износи 2,562 астрономских јединица (АЈ).
Апсолутна магнитуда астероида је 13,5.